# ІМР-1
ІМР-1 — перша інженерна машина розгородження створена на основі танка, Т-55, яка започаткувала відповідний клас машин у колишньому Радянському Союзі.

## Призначення
Інженерна машина розгородження (ІМР) призначена
- для прокладання доріг нерівною місцевістю, у лісі і міських завалах,
- для відривання та засипання котлованів
- для створення траншей
- для проведення розгородження штучних завалів і природних перешкод (рідколісся, чагарники, горби, канави, яри)
- для проведення завантажувально-розвантажувальних робіт крановою установкою
- проведення розмінування ковшовим тралом (відвалом) чи навісним додатковим тралом

## Загальний опис
Інженерні машини розгородження (ІМР) беруть свій початок із настанням ери ядерної зброї. Оскільки зрозуміло, що для пересування військ після застосування зброї страшної руйнівної сили, в умовах радіоактивного забруднення і величезних завалів — потрібна особлива техніка.
Бульдозерне обладнання у таких машинах є універсальним. Воно може встановлюватися в одне з трьох положень:
- двовідвальне, коли ніж відвала ріже загороди клином рівномірно на два боки, яке є основним і призначене для влаштування проходів у завалах і руйнуваннях, прокладання колонних шляхів, зняття верхнього радіоактивного забрудненого шару ґрунту;
- бульдозерне, яке застосовується для влаштування з'їздів, засипання виїмок, прямого переміщення ґрунту і само-окопування;
- грейдерне, застосовується для влаштування колонних шляхів на узгір'ях і на інших видах робіт, що вимагають переміщення ґрунту (снігу) на один бік (від шляху просування).

Стрілове обладнання в більшості випадків оснащене захопленням-маніпулятором, що дозволяє виконувати низку робіт з улаштування проходів у лісових чи кам'яних завалах.
Як додаткове устаткування, на машині може встановлюватися пристрій розмінування та протимінний трал (як в ІМР-2).
До цієї групи машин можна віднести також саперні танки і деякі інженерні машини, які можуть використовуватися для інженерних робіт під вогневим впливом противника і в умовах кількісних руйнувань (американський саперний танк М728, німецький Pionierpanzer-1 тощо).

## Особливості будови

### База
База — шасі середнього танка Т-54 чи Т-55. Корпус машини непроникний і має протиатомний захист (як і танк). Загальна доза опромінення, одержуваного екіпажем, знижувалася до 10 разів.
Днище корпусу посилене сталевими листами, підбаштовий лист змінено. На верхньому листі корпусу знаходиться башточка механіка-водія.

### Озброєння
- 1 автомат АКС-74У, з боєкомплектом 150 патронів;
- 10 гранат Ф-1
- Сигнальний пістолет СПШ. Боєкомплект 30 пострілів.

### Засоби спостереження і зв'язку
- Для зв'язку в машині було передбачене місце для встановлення радіостанції Р-113 або Р-123 (танкової радіостанції); в базовій комплектації не встановлювалася.

### Спеціальне обладнання
- Для запобігання пожеж всередині бойового відділення, ІМР забезпечена системою автоматичного пожежогасіння. Для визначення отруйних речовин в зоні хімічного зараження є прилад хімічної розвідки ВПХР, а для визначення рівня радіації — радіометр-рентгенометр ДП-3Б.
- Бульдозерне обладнання має три режими роботи: двовідвальне, грейдерне і бульдозерне.
- Зміна режимів роботи здійснюється віддалено — за допомогою гідравлічних приводів.
- Для регулювання ступеня занурення ножа, спереду є керована лижа.
- У грейдерному положенні ширина захвату досягає 3,4 метра, під час роботи в бульдозерному режимі — 4,15 м, а в двовідвальному — 3,56 м. *Швидкість пророблення проходів у суцільному лісовому завалі, складає 200—300 метрів на годину, міські завали розгрібаються зі швидкістю 160—200 метрів на годину.
- Швидкість різання колонного шляху нерівною місцевістю, складає 5-8 км на годину.
- Крім бульдозерного обладнання, машину забезпечено телескопічною стрілою довжиною 8,8 метрів і вантажністю 2 тонни.
- Для використання стріли як ковша в комплекті обладнання ІМР, передбачено спеціальний скребок-ківш об'ємом 0,4 м3 і продуктивністю 40 м3 на годину

## ІМР-2
Подальшою модифікацією ІМР є машина ІМР-2, створена на базі більш нового танка Т-72А.

## Модифікації
| Характеристики                 | ІМР-1 | ІМР-2 | ІМР-3, ІМР-3М        |
| ------------------------------ | --- | --- | -------------------- |
| База                           | Т-54 (Т-55) | Т-72А | Т-90                 |
| Зображення                     | | |                      |
| Роки виготовлення              | 1969-1991 | з 1977 випробовування, в 1980 прийнята на озброєння, до сьогодні | з 1996               |
| Двигун                         | В-55 Виробник: НКМЗ Марка: В-55 Тип: дизельний Об'єм: 38 880 см3 Максимальна потужність: 427 кВт (581 к. с.), при 2000 об/хв Найбільший крутний момент: 2254 Н·м, при 1400 об/хв Конфігурація: V12 Циліндрів: 12 Витрата пального при змішаному циклі: 300..330 л/100 км Витрата палива на трасі: 190,,210 л/100 км Діаметр циліндра: 150 мм Хід поршня: 180 мм Ступінь стиснення: 15 Охолодження: рідинне Тактність (число тактів): 4 Рекомендоване паливо: дизельне ДЛ, ДЗ, ДА - Витрати пального на 100 км шляху, л.: По ґрунтовій дорозі 280—450 По шосе 240 | В-84 Тип двигуна: чотиритактний, V-подібний 12-циліндровий багатопаливний дизельний двигун рідинного охолодження з комбінованим наддувом від приводного відцентрового нагнітача (ПЦС) і інерційний Система сумішоутворення безпосереднє уприскування палива Потужність двигуна без опору на впуску і випуску, кВт (к. с.) 618 (840) Частота обертання, с−1 (об/хв) 33,3 (2000) Запас крутного моменту, % 18 Питома витрата палива, г/кВт*год (г/л. с.*год) 247 (182) Маса, кг 1020 Питома потужність, кВт/кг (к. с./кг) 0,6 (0,82) Діаметр циліндра, мм 150,0 Хід поршня в циліндрі з головним шатуном, мм 180,0 Хід поршня в циліндрі з причіпним шатуном, мм 186,7 Робочий об'єм, л 38,88 Мінімальна температура надійного пуску двигуна без попереднього розігріву, °С — 20°C Допустимі умови експлуатації двигунів: — температура навколишнього повітря від -40°С до +50°С — відносна вологість повітря до 98 % при 20°С — висота над рівнем моря до 3000 м Порядок чергування спалахів рівномірний, через 60° повороту колінчастого валу Ступінь урівноваженості повна динамічна врівноваженість Запас ходу по паливу, км: 500 | В-84 на новіших В-92 |
| Розміри                        | Довжина корпусу, мм 8950..15380 Ширина корпусу, мм 3560..4150 Висота, мм 3290..3360 База, мм 3740 Колія, мм 2640 Кліренс, мм 420 | Габаритні розміри в транспортному положенні, мм: Довжина: 9950 Ширина: 3735 Висота: 3680 |                      |
| Обладнання                     | - Двобічний бульдозерний відвал - Кран-маніпулятор (до 2 т.) | - Двобічний бульдозерний відвал - Кран-маніпулятор (до 2 т.) - Пускова установка дистанційного заряду розмінування - Мінний трал |                      |
| Коефіцієнт ослаблення радіації | 10 | 40 | ІМР-3=120, ІМР-3М=80 |